# 소스 코드 제어 시스템
소스 코드 제어 시스템(Source Code Control System, SCCS)은 소프트웨어 개발 중에 소스 코드와 기타 텍스트 파일의 변경사항을 추적하기 위해 설계된 버전 관리 시스템이다. 이를 통해 사용자는 이전 버전의 오리지널 소스 코드, 그리고 저장된 변경사항을 검색할 수 있다. 1972년 OS/360을 실행하는 IBM 시스템/370 컴퓨터를 위해 Marc Rochkind가 1972년 벨 연구소에서 처음 개발하였다.
SCCS는 sccsid 문자열로 알려져 있으며, 이를테면 다음과 같다:
```
 
static
 
char
 
sccsid
[]
 
=
 
"@(#)ls.c        8.1 (Berkeley) 6/11/93"
;

```

이 문자열에는 파일 이름, 날짜가 포함되어 있으며 주석(comment)도 포함할 수 있다.
컴파일 후 이 문자열은 패턴 "@(#)"을 검색함으로써 이진 및 오브젝트 파일에서 검색이 가능하며 컴파일 중에 어느 소스 코드 파일이 사용되었는지를 확인하기 위해 사용할 수 있다. "what" 명령어는 이러한 버전 문자열 검색을 자동화하기 위해 제공된다.

## SCCS의 기초 명령어

### Create
```
$ 
sccs
 
create
 
program.c

program.c:

1.1

87 lines

```

### Edit
```
$ 
sccs
 
edit
 
program.c

1.1

new delta 1.2

87 lines

```

### Delget
```
$ 
sccs
 
delget
 
program.c

comments? main function enhanced

1.2

10 inserted

0 deleted

87 unchanged

1.2

97 lines

```

### Get
```
$ 
sccs
 
get
 
program.c

1.1

87 lines

```

### Prt
```
$ 
sccs
 
prt
 
program.c

```

## 대안

### 유닉스 SCCS 버전
대부분의 유닉스 버전은 SCCS 버전이 포함되어 있으나 더 이상 활발히 개발되고 있지는 않다.

## 참고 문헌
- Essay from Mark Rochkind on how SCCS was invented 보관됨 2018-05-16 - 웨이백 머신